# Jean Radvanyi
Jean Radvanyi (né le 3 septembre 1949) est un géographe français agrégé, professeur émérite de géographie de la Russie à l'Institut national des langues et civilisations orientales (Inalco) au sein du Centre de Recherches Europes-Eurasie (CREE – EA4513), spécialiste du Caucase, de la Russie et de l'espace post-soviétique.

## Biographie
Agrégé de géographie, diplômé de russe à l'Inalco, titulaire d'un doctorat d’État en géographie (1985), Jean Radvanyi a été directeur du Centre franco-russe de recherches en sciences humaines et sociales de Moscou de 2008 à 2012.
Un de ses axes de recherche est le cinéma soviétique et postsoviétique. Il est président de l'Association Rivages Russie Événements qui organise le Festival du film russe de Paris et Île-de-France.
Il est professeur à l'Institut national des langues et civilisations orientales en 1991 et en 2018.
Il est le petit-fils de l'écrivaine allemande Anna Seghers et du sociologue d'origine hongroise László Radványi (en) et le fils du physicien nucléaire français Pierre Radvanyi (de).

## Publications

### Ouvrages
- Le Géant aux paradoxes, Éditions sociales, 1982
- Le Cinéma géorgien, Coll. Cinéma/Pluriel, Paris, Centre Georges-Pompidou, 1988
- L’URSS, régions et nations, Masson, 1990
- Le Cinéma d'Asie centrale soviétique, Centre Georges-Pompidou, 1991
- Le Cinéma arménien, Centre Georges-Pompidou, 1993
- La Nouvelle Russie, Armand Colin, 1995-1999-2004-2006-2010  (ISBN 2-200-25102-5)[7]
- Atlas géopolitique informatique du Caucase, Publications Langues’O, 1996, en collaboration avec Nicolas Beroutchachvili
- De l'URSS à la CEI : 12 États en quête d'identité, Ellipses, 1997 - direction de l'ouvrage
- Les 100 portes de la Russie, Éditions de l'Atelier, 1999, en collaboration avec Alexis Berelowitch
- Les États postsoviétiques, Armand Colin, 2004, seconde édition, directeur de l'ouvrage réalisé par l'Observatoire des États postsoviétiques
- La Russie entre deux mondes, La Documentation photographique, La Documentation française, 2005, en collaboration avec Gérard Wild
- Atlas du Monde diplomatique, Armand Colin, 2006-2009 - codirecteur de l'ouvrage
- (ru) Post-sovietskie Gosudartsva, Moscou Nota Bene, 2007, direction de l'ouvrage
- Atlas géopolitique du Caucase, Autrement, 2010 - en collaboration avec Nicolas Beroutchachvili
- Caucase : le grand jeu des influences, Éditions du Cygne, 2011
- Retour d'une autre Russie. Une plongée dans le pays de Poutine, Lormont, Le Bord de l'eau, 2013
- La Russie entre peurs et défis, co-écrit avec Marlène Laruelle, Armand Colin, collection géopolitique créée par Yves Lacoste, février 2016
- (en)Understanding Russia: The Challenges of Transformation By Marlene Laruelle and Jean Radvanyi, Rowman & Littlefield 2018
- Russie : un vertige de puissance, analyse géopolitique et cartographique, La découverte 2023
- (en) Russia. Great Power, Weakened State By Marlene Laruelle and Jean Radvanyi, Rowman & Littlefield 2023

### Articles
- « Le développement sibérien et la politique régionale soviétique », Annales de géographie, no 510,‎ 1983, p. 152-171 (lire en ligne)
- And What If Russia Breaks Up ? Towards New Regional Divisions Post-Soviet Geography Vol. XXXIII N°2, february 1992
- « Réseaux de transport, réseaux d'influence : nouveaux enjeux stratégiques autour de la Russie », Hérodote, n°104, 2002 [lire en ligne]
- « Grand Caucase, la "montagne des peuples" écartelée », Hérodote, n°107, 2002 [lire en ligne]
- « Challenges Facing the Mountain Peoples of the Caucasus, (en collaboration avec Shakhmardan Muduyev), Eurasian Geography and Economics, Vol XLVIII n°2, mars 2007
- « Caucase : la marche turbulente de la Fédération de Russie », Hérodote, n°138, 2010 [lire en ligne]
- « La Sibérie, eldorado. La Sibérie russe du XXIe siècle ? », Revue Internationale et Stratégique, n°92, 2013 [lire en ligne]
- « Moscou entre jeux d'influence et démonstration de force », Le Monde diplomatique, mai 2014
- « Ossétie du Sud, laboratoire pour une stratégie » , Manière de voir, n°138, 2014
- « Refoulée d'Europe, la Russie se tourne vers l'Asie », Manière de voir, n°138, 2014
- « Le Tatarstan, une république test du nouveau fédéralisme russe », in Annuaire de l’Observatoire franco-russe, 2018 [lire en ligne]
- « Poutine géographe », La Géographie, n°1556, 2015
- La visite à Sergueï Paradjanov et Paradjanov, trublion du Caucase, in Sergueï Paradjanov cinéaste, trublion et martyr, sous la direction de J-M Méjean, Jacques Flament Edition, 2016
- Quand Vladimir Poutine se fait géographe, in « Géopolitique de la Russie », Hérodote 2017 N° 166-167
- « Vladimir Poutine ou la mobilisation patriotique », in B. Badie et D. Vidal, éd. L’Etat du Monde 2018
- « La façade balte orientale : nouveaux enjeux, nouveaux défis » in Annuaire de l’Observatoire franco-russe, 2019
- « Sonderbare Begegnungen: In Zeiten der Angst und des Mutes », in Argonautenschiff 2020 n° 28
- « Alexandre Sokourov, un grand créateur obstiné », Positif, mars 2020
- « D’autres génocides au Caucase ? Quelques réflexions sur des débats en cours », Mémoires en Jeu, n°12, hiver 2020
- « Massandra, les caves mythiques des tsars à l’histoire tourmentée », Revue des vins de France, juillet-aout 2021